# Trundin
Trundin – wieś w Rumunii, w okręgu Vâlcea, w gminie Vlădești. W 2011 roku liczyła 76 mieszkańców.